# Graham Chapman
Graham Arthur Chapman (Leicester, 8 gennaio 1941 – Maidstone, 4 ottobre 1989) è stato un comico, attore, scrittore e sceneggiatore britannico, famoso per la sua appartenenza al gruppo dei Monty Python.

## Biografia

### L'ingresso nel mondo dello spettacolo
Studente in medicina a Cambridge, cominciò a scrivere e recitare nel 1961 nella storica compagnia universitaria Footlights. Qui incontrò un altro futuro Monty Python, John Cleese, oltre ad altri futuri comici di professione. Laureatosi nel 1962 continuò gli studi all'ospedale St Bartholomew di Londra, partecipando saltuariamente a spettacoli di cabaret.
L'anno successivo lo spettacolo della Footlights A clump of plinths ("Un cumulo di piedistalli") ebbe un tale successo che fu rinominato Cambridge Circus e venne presentato a Londra per quattro mesi. Chapman fu chiamato a sostituire uno degli attori che si era ritirato. Di fronte alla proposta di un tour dello spettacolo in Nuova Zelanda, si trovò nel dubbio se sospendere per questo il suo corso di studi. In occasione di una visita ufficiale della Regina Madre all'ospedale, provò ad esporle il dubbio e quest'ultima gli rispose: "Oh, bisogna viaggiare!" e così si unì al tour. Il tour continuò poi a Broadway, New York e lo spettacolo fu trasmesso all'Ed Sullivan Show. Tornato a Londra, Chapman finì il corso di studi e divenne medico, ma la sua attività nello spettacolo divenne presto predominante.
Cleese chiese di nuovo la sua collaborazione quando arrivò la proposta di scrivere e recitare per il programma The Frost Report di David Frost, dove incontrarono per la prima volta gli altri Python Michael Palin, Terry Jones e Eric Idle. Frost poi propose a Cleese un programma autonomo, che questi realizzò assieme a Chapman, Tim Brooke-Taylor e Marty Feldman intitolandolo At Last the 1948 Show. Ancora, scrissero per Sheila Hancock e Peter Sellers e realizzarono lo speciale How to Irritate People.

### I Monty Python
Nel 1969 la BBC assegnò a Chapman e Cleese, insieme a Eric Idle, Terry Jones, Michael Palin e Terry Gilliam, la produzione di un programma comico, che divenne il Monty Python's Flying Circus.
Chapman fu coautore e recitò nel Monty Python's Flying Circus dal 1969 al 1973. Scrisse principalmente con Cleese, anche se il suo contributo nella scrittura consisteva più che altro nell'arricchire il lavoro degli altri con trovate estemporanee e bizzarre. Per esempio, in uno sketch in cui un cliente litigava con un venditore per un tostapane rotto, ebbe l'idea di sostituire il tostapane con un pappagallo, dando vita così al famoso Sketch del Pappagallo. Aveva anche un ottimo intuito nel capire se una cosa fosse davvero comica. Per esempio, nello scrivere lo sketch del Negozio di formaggi, Cleese continuava a chiedere: "Ma è divertente?" e Chapman rispondeva, fumando la pipa: "È divertente. Va' avanti."
Secondo la testimonianza dei suoi colleghi, era una persona esteriormente calma e controllata (lo si vedeva tipicamente con una pipa in mano) in cui covava costantemente un tarlo di follia stravagante che si manifestava nei momenti più inaspettati. I personaggi da lui interpretati riflettevano spesso questa personalità. Era il membro del gruppo che più di tutti riconosceva gli schemi sociali e puntava alla loro rottura in senso oltraggioso e scioccante.
Ad opinione del gruppo, comunque, era anche il membro più di ogni altro in grado di interpretare personaggi "umani" ("molto probabilmente il miglior attore di tutti noi" - John Cleese). Per questo ebbe il ruolo di protagonista nei film Monty Python e il Sacro Graal (1974) e Brian di Nazareth (1979).
Fin dai tempi dell'università Chapman soffrì di alcolismo. Questo non ebbe tante ricadute sul suo atteggiamento, sempre controllato, quanto sulla sua memoria, costringendo spesso a ripetere i ciak più volte a partire dalla seconda stagione del Flying Circus. Dalla terza, si cominciò a fare attenzione alle parti da affidargli. Questo problema si fece tanto grave che si paventò la necessità di sostituire Chapman nelle riprese imminenti di Brian di Nazareth. Proprio in quel periodo, tuttavia, successe un fatto che distolse completamente Chapman dall'alcol: per la prima volta perse l'equilibrio e cadde, sbattendo la testa. Da allora il suo recupero fu totale.
Fu uno dei primi personaggi pubblici inglesi a dichiarare pubblicamente la propria omosessualità presentando il suo compagno, David Sherlock, e diventando un aperto sostenitore dei diritti gay. Chapman raccontava che una fan del Flying Circus scrisse una lettera denunciando di avere sentito dell'omosessualità di uno del gruppo, e aggiungendo che la Bibbia prescrive che ogni uomo che giaccia con un uomo dovrebbe essere lapidato. Essendo il suo orientamento sessuale già noto al gruppo, Eric Idle rispose scrivendo: "Abbiamo scoperto chi era e gli abbiamo fatto sparare." Questo successe poco prima che Cleese lasciasse il programma, e Chapman si chiese cosa potesse pensare la donna della sua scomparsa dopo aver ricevuto la risposta di Idle.
Nel 1971 Chapman e Sherlock adottarono un ragazzo di Liverpool scappato di casa, John Tomiczek. Il padre di Tomiczek concordò che Chapman diventasse il tutore legale di John. Più tardi John sarebbe diventato l'agente di Chapman. Tomiczek morì d'infarto nel 1992. Terry Gilliam fu spaventato da come il rapporto tra Chapman e Tomiczek ricordasse Dorian Gray: mentre Graham migliorava in forma, specialmente dopo aver smesso con l'alcol, Tomiczek da bel ragazzo si trasformava in un adulto tarchiato e segnato dall'età, fino ad essere sfregiato da alcune persone che Graham aveva cacciato da una festa.
Nel 1983 uscì l'ultimo film dei Monty Python, Monty Python - Il senso della vita. Dopo questo film, i Monty Python praticamente si sciolsero, anche se non ci fu mai un annuncio ufficiale.

### Altre attività
Verso la fine degli anni settanta, Chapman si trasferì a Los Angeles dove partecipò come ospite a molti programmi televisivi. Tornato in Inghilterra partecipò alle attività del Dangerous Sports Club. Nei primi anni ottanta fu occupato in una lunga serie di tour per i college americani, in cui raccontava aneddoti sui Monty Python, sul Dangerous Sports Club e su altri soggetti. Scrisse per un certo tempo con il giovane e ancora sconosciuto Douglas Adams, ma il suo personale modo di lavorare non diede mai i risultati raggiunti con Cleese. Per diversi anni progettò e cercò fondi per il film Barbagialla, il terrore dei sette mari e mezzo, che uscì nel 1983 con scarso successo di critica e di pubblico. Nel 1988 compare nel video Can I Play with Madness degli Iron Maiden.

### La morte prematura
Nel 1989 Graham Chapman morì di polmonite, complicazione creata da un tumore maligno alla gola. Le sue ceneri furono disperse nel 2005 sulla vetta del Monte Snowdon, in Galles. Nel 2000, tuttavia, la BBC diffuse la notizia che le ceneri fossero state sparate in cielo su un razzo dai membri del Dangerous Sports Club.
I Monty Python non parteciparono al suo funerale per limitare nel possibile la presenza della stampa. Tennero un memoriale privato all'ospedale St Bartholomew due mesi dopo e John Cleese proclamò un discorso dal tono spensierato e ironico in sua memoria. Disse tra l'altro: "Ieri sera stavo scrivendo questo discorso e Graham mi ha sussurrato all'orecchio: "Molto bene, Cleese. So che sei orgoglioso di essere la prima persona ad aver detto 'shit' alla TV britannica. Se questo discorso è davvero per me, giusto per cominciare voglio che tu sia la prima persona ad un memoriale britannico ad aver detto 'fuck' ". (Lo si trova doppiato in italiano nel finale del film A liar's autobiography).
Anche Palin parlò, e disse che gli piaceva pensare che Chapman fosse lì con loro quel giorno, "o almeno, che ci sarà tra 25 minuti", riferendosi agli abituali ritardi di Chapman ai loro incontri di lavoro. Idle, per non essere da meno di Cleese, disse alla fine della canzone Always Look on the Bright Side of Life: "Vorrei solo essere l'ultima persona a questo memoriale a dire 'fuck'".
Con la morte di Chapman scemarono le speculazioni su una riunione dei Monty Python. Idle disse: "Ci riuniremmo solo se Chapman ritornasse dalla morte. Quindi stiamo negoziando con il suo agente." Negli sporadici incontri dei Monty Python era presente un'urna che si diceva contenesse le ceneri di Chapman. All'incontro di Aspen del 1998 l'urna fu "accidentalmente" urtata da Terry Gilliam e le ceneri si sparsero sul palco, per essere subito raccolte con un aspirapolvere.
Varie opere inedite di Chapman, tra cui quelle scritte in collaborazione con Douglas Adams, sono state pubblicate negli anni successivi, così come CD e DVD contenenti i suoi tour nei college americani.
Un asteroide, 9617 Grahamchapman, è chiamato così in suo onore.

## Filmografia
- Le incredibili avventure del signor Grand col complesso del miliardo e il pallino della truffa (The Magic Christian), regia di Joseph McGrath (1969)
- La statua (The Statue), regia di Rod Amateau (1971)
- E ora qualcosa di completamente diverso (And Now for Something Completely Different), regia di Ian MacNaughton (1972)
- Monty Python e il Sacro Graal (Monty Python and the Holy Grail), regia di Terry Gilliam e Terry Jones (1975)
- Brian di Nazareth (Life of Brian), regia di Terry Jones (1979)
- Monty Python Live at the Hollywood Bowl, regia di Terry Hughes e Ian MacNaughton (1982)
- Monty Python - Il senso della vita (Monty Python's the Meaning of Life), regia di Terry Gilliam e Terry Jones (1983)
- Barbagialla, il terrore dei sette mari e mezzo (Yellowbeard), regia di Mel Damski (1983)
- Stage Fright, regia di Brad Mays (1989)

## Doppiatori italiani
- Luciano Melani in: Monty Python e il Sacro Graal
- Gino La Monica in: Monty Python - Il senso della vita
- Tonino Accolla in Monty Python - Il senso della vita (scena dei trapianti di organi vivi)
- Riccardo Garrone in: Barbagialla, il terrore dei sette mari e mezzo
- Oliviero Dinelli in: Monty Python's Flying Circus (doppiaggio tardivo)
- Mauro Gravina in: E ora qualcosa di completamente diverso, Brian di Nazareth (doppiaggio tardivo)
- Giorgio Lopez in: Brian di Nazareth (Solo personaggio Marco Pisellonio) (doppiaggio tardivo)
- Riccardo Rossi in: Brian di Nazareth (Ridoppiaggio DVD)
- Massimo De Ambrosis in: Monty Python - Il senso della vita (Ridoppiaggio DVD)

Da doppiatore è sostituito da:
- Enrico Di Troia in: A Liar's Autobiography: The Untrue Story of Monty Python's Graham Chapman